# Lucas Neff
Lucas Neff (* 7. November 1985 in Chicago, Illinois) ist ein US-amerikanischer Film- und Fernsehschauspieler und Synchronsprecher.

## Leben
Lucas Neff wurde 1985 als ältester von zwei Söhnen von Alan Neff, einem Juristen und Meade Palidofsky, einer Theaterintendantin, geboren. Er wuchs in Andersonville, einem ruhigen Viertel von Chicago, auf. Nach seinem Abschluss an der Whitney M. Young Magnet High School im Jahr 2004 absolvierte er die University of Chicago, an welcher er, eigentlich unbeabsichtigt, das Schauspielstudium absolvierte, da er eigentlich Kamera studieren wollte. Erste Erfahrungen sammelte Neff als Darsteller in kleineren Chicagoer Theatern. Bei der Steppenwolf Theatre Company lernte er auch die Schauspielerin Martha Plimpton kennen, die maßgeblich an Neffs Durchbruch beteiligt war. 2008 erwarb er seinen Universitätsabschluss.
Seine erste Filmrolle bekam Neff 2009 als Gastdarsteller der kurzlebigen Fernsehserie The Beast an der Seite von Patrick Swayze. 2010 schließlich, mit Unterstützung von Martha Plimpton – die seine Serienmutter verkörperte – bekam er die Rolle des „Jimmy Chance“ in der Sitcom Raising Hope. Bis 2014 stand Neff so in 88 Episoden vor der Kamera.
2015 war er die Hauptrolle in der Komödie Glitch, bei der er auch als Produzent beteiligt war. Seit 2018 ist er als Synchronsprecher bei Animationsserien tätig. So sprach er bereits die Figuren „Donny“ in Mü-Mo das Müllmobil oder „Duncan“ in Monster bei der Arbeit.
Lucas Neff war von 2016 bis 2020 mit der Schauspielerin Caitlin Stasey verheiratet.

## Filmografie (Auswahl)
- 2009: The Beast (Fernsehserie, Folge 1x13)
- 2010–2014: Raising Hope (Fernsehserie, 88 Folgen)
- 2015: Glitch
- 2016: Fear, Inc.
- 2017: Downward Dog (Fernsehserie, 8 Folgen)
- 2018–2021: Baymax – Robowabohu in Serie (Big Hero 6: The Series, Fernsehserie, 16 Folgen, Stimme)
- 2019: American Princess (Fernsehserie, 10 Folgen)
- 2019: Marriage Story
- 2019–2020: Carol’s Second Act (Fernsehserie, 18 Folgen)
- 2020–2021: Mü-Mo das Müllmobil (Trash Truck, Fernsehserie, 24 Folgen, Stimme)
- 2021–2024: Monster bei der Arbeit (Monsters at Work, Fernsehserie, 20 Folgen, Stimme)
- 2022: The Handmaid’s Tale – Der Report der Magd (The Handmaid’s Tale, 4 Folgen)
- 2025: American Primeval (Miniserie, 5 Folgen)